# Latin American Board
Latin American Board (LAB) es un departamento académico de la Universidad de Georgetown. Fue creado en 2006 para fortalecer las relaciones de la universidad con América Latina y la península ibérica, LAB se alinea en los esfuerzos académicos de la Universidad de Georgetown de formar en los temas de comercio internacional y competitividad global, a través de proyectos orientados a resultados y estrategia. La directiva de Latin American Board está formada por líderes destacados de la Región tanto del sector público, privado, y sin fines de lucro.
La actividad principal de Latin American Board es el Global Competitiveness Leadership Program (GLC), que envía entre 35 a 40 estudiantes de España, Portugal y América Latina a un diplomado de 4 meses en Georgetown sobre liderazgo global. Desde 2009 los exalumnos del GLC hacen una reunión anual llamada iClass, que se realiza en diferentes ciudades iberoamericanas.
En la junta consultiva y la junta editorial de Latin American Board han figurado nombres como José María Aznar (expresidente de España), Fernando Henrique Cardoso (expresidente de Brasil), Vicente Fox (expresidente de México), Ricardo Lagos (expresidente de Chile), Andrés Pastrana (expresidente de Colombia), o el actual presidente de Ecuador, Guillermo Lasso.